# Dance of the Dwarfs
Dansul piticilor (titlu original: Dance of the Dwarfs) este un film american de groază de aventură din 1983 regizat de Gus Trikonis. Rolurile principale au fost interpretate de actorii Peter Fonda și Deborah Raffin. Scenariul este scris de Larry Johnson, Gregory Weston King și Michael Viner. Se bazează pe romanul cu același nume din 1968 al lui Geoffrey Household. A fost filmat în Filipine.

## Prezentare
Într-o națiune nenumită din America de Sud, un bărbat evadează din închisoare și fuge în junglă, unde este atacat de ceva nevăzut și i se smulge o mare parte din față.
Antropologul Evelyn Howard (Deborah Raffin) decide să-l caute pe Dr. Eslinger, un coleg care a dispărut în aceeași junglă în timp ce căuta poporul Duende – un trib de pitici despre care se zvonește că sunt reptilieni înaripați (oameni asemănătoare reptilelor). Ea îl angajează pe pilotul de elicopter alcoolicul Harry Bediker (Peter Fonda) pentru a o duce în junglă. Un șaman local (John Amos) îi avertizează pe cei doi să evite „Locul Uciderilor” (căminul legendar al tribului). Din păcate, cineva trage în elicopter și îl avariază, acesta pierde combustibil și Harry este forțat să aterizeze în junglă. Ei descoperă că s-au prăbușit lângă un post comercial, asemănător unei fortărețe, condus de Luis (Venchito Galvez) și Maria (Iliang Vitales). Evelyn și Harry se ceartă în mod constant și dezbat dacă uleiul de gătit depozitat în cantități mari la punctul comercial va bun de combustibil pentru elicopter. Deși jurnalele doctorului Eslinger, lăsate în urmă la postul comercial, indică că reptilienii sunt ostili, Evelyn este convinsă că nu sunt. Harry decide să o abandoneze pe Evelyn, exact când își dă seama unde este Locul Uciderii. Dr. Eslinger avea dreptate, desigur, și Harry trebuie să o salveze pe Evelyn înainte de a fi ucisă.

## Distribuție
- Peter Fonda - Harry Bediker
- Deborah Raffin - Dr. Evelyn Howard
- John Amos - Esteban
- Carlos Palomino - Bandit #1

## Lansare și primire
Criticul de film Leonard Maltin a acordat filmului o stea și jumătate. TV Guide a considerat filmul ca un fel de plagiat al clasicului Regina africană".